# Alföldi kúszókenguru
Az alföldi kúszókenguru (Dendrolagus spadix) a Diprotodontia rendjéhez, ezen belül a kengurufélék (Macropodidae) családjához és a fakúszó kenguruk (Dendrolagus) nemhez  tartozó faj.

## Elterjedése
Pápua Új-Guinea síkvidéki erdeiben honos.

## Megjelenése
Barnás szőre van. Testhossza 571–645 mm, farka hossza 670–722 mm, 123–135 mm, a fül hossza 43–56 mm, testtömege 9100 g.

## Életmódja
Levelekkel táplálkozik.

## Fordítás
- Ez a szócikk részben vagy egészben  a   Dendrolagus spadix című holland Wikipédia-szócikk fordításán alapul.  Az eredeti cikk szerkesztőit annak laptörténete sorolja fel. Ez a jelzés csupán a megfogalmazás eredetét és a szerzői jogokat jelzi, nem szolgál a cikkben szereplő információk forrásmegjelöléseként.